# Arthur O'Connell
Pour les articles homonymes, voir O'Connell.
Arthur O'Connell est un acteur américain né le 29 mars 1908 à New York, New York (États-Unis), mort le 18 mai 1981 à Woodland Hills (Los Angeles). Il était spécialiste des seconds rôles.

## Filmographie

### Cinéma
- 1938 : Freshman Year (en) de Frank McDonald : Student
- 1939 : Murder in Soho : Lefty
- 1940 : And One Was Beautiful : Moroni's parking attendant
- 1940 : Two Girls on Broadway : Reporter at Wedding
- 1940 : 'Taint Legal
- 1940 : Bested by a Beard
- 1940 : The Golden Fleecing (en) : Cameraman
- 1940 : Dr. Kildare Goes Home (en) : New Interne
- 1940 : The Leather Pushers : Reporter
- 1940 : He Asked for It
- 1940 : Hullabaloo (en) : Fourth page
- 1941 : Lucky Devils (en) de Lew Landers : Pilot
- 1941 : Citizen Kane : Reporter
- 1942 : Man from Headquarters : Goldie Shores
- 1942 : Law of the Jungle : Simmons
- 1942 : Yokel Boy : Second Assistant Director
- 1942 : Canal Zone : New Recruit (finale)
- 1942 : Shepherd of the Ozarks : Bruce
- 1942 : Blondie's Blessed Event : Interne
- 1942 : Fingers at the Window (en) : Photographer
- 1942 : Hello, Annapolis : Pharmacist Mate
- 1948 : Open Secret : Carter
- 1948 : La Cité sans voiles (The Naked City) : Sgt. Shaeffer
- 1948 : Le Retour (Homecoming) de Mervyn LeRoy : Ambulance Attendant
- 1948 : L'Enjeu (State of the Union) de Frank Capra : First Reporter
- 1948 : Un caprice de Vénus (One Touch of Venus) : Reporter
- 1948 : La Comtesse de Monte-Cristo (en) (The Countess of Monte Cristo) : Assistant Director Jensen
- 1948 : L'Enfer de la corruption (Force of Evil) d'Abraham Polonsky : Link Hall
- 1950 : Ma brute chérie (Love That Brute) : Reporter
- 1951 : Quand la foule gronde (The Whistle at Eaton Falls) : Jim Brewster
- 1955 : Picnic : Howard Bevans
- 1956 : L'Homme au complet gris (The Man in the Gray Flannel Suit) : Gordon Walker
- 1956 : Le Shérif (The Proud Ones) : Jim Dexter, Flat Rock Deputy Sheriff
- 1956 : Une Cadillac en or massif (The Solid Gold Cadillac) : Mark Jenkins
- 1956 : Arrêt d'autobus (Bus Stop) : Virgil Blessing
- 1957 : Une histoire de Monte Carlo (The Monte Carlo Story) : Mr. Homer Hinkley
- 1957 : Le Bal des cinglés (Operation Mad Ball) : Col. Rousch
- 1957 : Je vous adore (April Love) : Jed Bruce
- 1957 : The Violators : Solomon Baumgarden
- 1958 : Voice in the Mirror : William R. 'Bill' Tobin
- 1958 : L'Homme de l'Ouest (Man of the West) : Sam Beasley
- 1959 : Gidget : Mr. Russell Lawrence
- 1959 : Autopsie d'un meurtre (Anatomy of a Murder) : Parnell Emmett McCarthy
- 1959 : Hound-Dog Man de Don Siegel : Aaron McKinney
- 1959 : Opération jupons (Operation Petticoat) : Chief Mechinist 's Mate Sam Tostin
- 1960 : La Ruée vers l'Ouest (Cimarron) : Tom Wyatt
- 1961 : The Great Impostor : Warden J.B. Chandler
- 1961 : Misty (en) : Grandpa Beebe
- 1961 : Tonnerre apache (A Thunder of Drums) : Sgt. Karl Rodermill
- 1961 : Milliardaire pour un jour (Pocketful of Miracles) : Count Alfonso Romero
- 1962 : Le Shérif de ces dames (Follow That Dream) : Pop Kwimper
- 1964 : Salut, les cousins (Kissin' Cousins) de Gene Nelson : Pappy Tatum
- 1964 : Le Cirque du docteur Lao (7 Faces of Dr. Lao) : Clint Stark
- 1964 : Un jour un troubadour (en) (Your Cheatin' Heart) de Gene Nelson : Fred Rose
- 1965 : Nightmare in the Sun : Husband
- 1965 : Un neveu studieux (The Monkey's Uncle) de Robert Stevenson : Darius Green III
- 1965 : La Grande course autour du monde (The Great Race) : Henry Goodbody
- 1965 : Le Témoin du troisième jour (The Third Day) : Docteur Wheeler
- 1966 : Marqué au fer rouge (Ride Beyond Vengeance) de Bernard McEveety : The Narrator
- 1966 : Matt Helm, agent très spécial (The Silencers) : Joe Wigman
- 1966 : Le Voyage fantastique (Fantastic Voyage) : Col. Donald Reid
- 1966 : Birds Do It : Prof. Wald
- 1967 : A Covenant with Death de Lamont Johnson : Judge Hockstadter
- 1967 : The Reluctant Astronaut (en) d'Edward Montagne (en) : Buck Fleming
- 1968 : La Guerre des cerveaux (The Power) : Professor Henry Hallson
- 1968 : Ramenez-le mort ou vif! (If He Hollers, Let Him Go!) : Prosecutor
- 1970 : Do Not Throw Cushions Into the Ring : Business Agent
- 1970 : Trois Réservistes en java (Suppose They Gave a War and Nobody Came?) d'Hy Averback : Mr. Kruft
- 1970 : Le Reptile (There Was a Crooked Man...) : Mr. Lomax
- 1971 : La Vallée perdue (The Last Valley) : Hoffman
- 1972 : Ben : Bill Hatfield
- 1972 : Ils ne tuent que leurs maîtres (They Only Kill Their Masters) de James Goldstone : Ernie, patron du restaurant
- 1972 : L'Aventure du Poséidon (The Poseidon Adventure) : Chaplain John
- 1973 : Wicked, Wicked (en) de Richard L. Bare : Mr. Fenley, Hotel Engineer

- 1974 : Huckleberry Finn : Col. Grangerford
- 1975 : The Hiding Place de James F. Collier : Casper ten Boom

### Télévision

#### Séries télévisées
- 1953 : Mister Peepers (en) : Mr Hansen (saison 3, épisode 4)
- 1966 : Les Mystères de l'Ouest (The Wild Wild West) : Theophilus Ragan (saison 1, épisode 22)
- 1971 : Le Virginien (The Virginian) : Emmit (saison 9, épisode 23)

#### Téléfilms
- 1964 : Special for Women: The Menace of Age de Paul Stanley : Joe Lawson
- 1969 : Seven in Darkness (en) de Michael Caffey : Larry Wise
- 1971 : A Taste of Evil (en) de John Llewellyn Moxey : John
- 1974 : Six colts et un coffre (en) (Shootout in a One-Dog Town) de Burt Kennedy : Henry Gills

## Récompenses et nominations

### Nominations
Il fut nommé deux fois pour l'Oscar du meilleur acteur dans un second rôle :
- 1955: Pour le rôle d'Howard Bevans dans Picnic
- 1959: Pour le rôle d'Parnell Emmett McCarthy dans Autopsie d'un meurtre